# Synagoge (Carpentras)

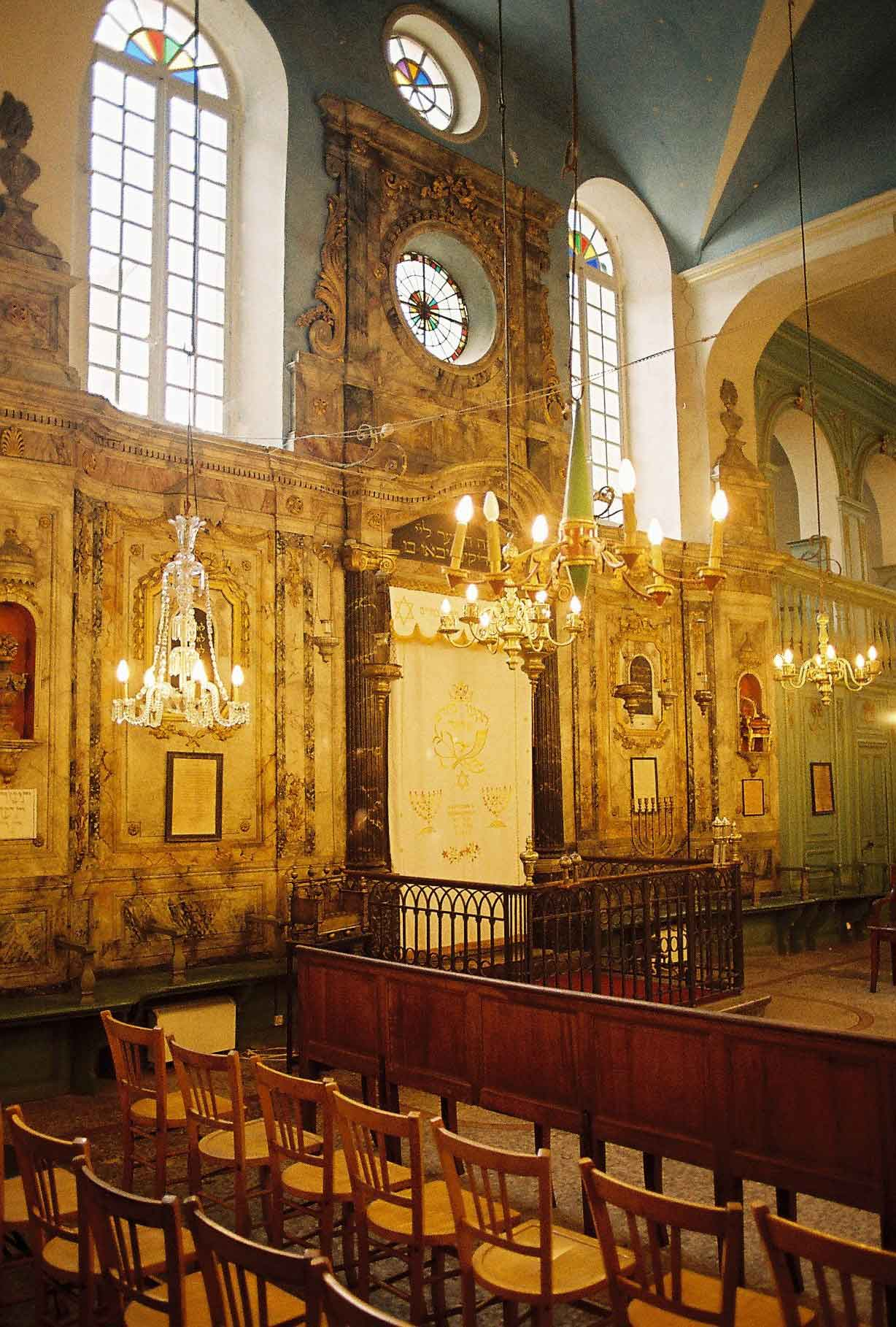
Synagoge von Carpentras

Die Synagoge von Carpentras ist die älteste noch aktive Synagoge Frankreichs, ihre Gründung geht auf das Jahr 1367 zurück. Seit 1924 steht sie unter Denkmalschutz.

## Beschreibung
Die Synagoge entkam nur knapp den Freiräumungsarbeiten des Rathauses, das 1890 von umliegenden Bauruinen befreit wurde. Die Fassade und das Vestibül stammen aus dieser Zeit. Das Erdgeschoss scheint nicht älter als aus dem 15. Jahrhundert zu sein. Die Versammlungshalle, die Frauensynagoge, die Ritualbäder und die Bäckerei öffnen sich zu einem Innenhof. Im ersten Stock wurde ab 1741 der Gebetsraum wieder aufgebaut. Im Osten befindet sich der Tabernakel mit den Thorarollen und im Westen die teba, wo der Offiziant sitzt, um die Thora zu lesen. Die Galerien mit den vergitterten Arkaden sind den Frauen vorbehalten. 1793 wurde die Synagoge zu einem Versammlungsort für den Revolutionsklub und ihres Mobiliars beraubt. Im Jahr 1800 wurde sie für den jüdischen Gottesdienst wiedereröffnet.